# Aporcelaimus regius
Aporcelaimus regius är en rundmaskart. Aporcelaimus regius ingår i släktet Aprocelaimus, och familjen Aporcelaimidae. Arten är reproducerande i Sverige.